# مايكل كيمل
مايكل كيمل (بالإنجليزية: Michael Kimmel)‏ هو عالم اجتماع وأستاذ جامعي أمريكي، ولد في 26 فبراير 1951 في بروكلين في الولايات المتحدة.